# Süßer Trost, mein Jesus kömmt, BWV 151
Süßer Trost, mein Jesus kömmt, BWV 151 (Dolç consol, mon Jesús ha arribat), és una cantata religiosa de Johann Sebastian Bach per al tercer dia de Nadal, estrenada a Leipzig el 27 de desembre de 1725.

## Origen i context
L'autor del llibret és Christian Lehms, bibliotecari, poeta i conseller de la cort de Darmstadt, forma part del recull de textos de cantates, publicat el 1711, intitulat Gottgfälles Kirchen-Opfer..., el coral final és la vuitena estrofa de '’himne Lobt Gott, ihr Christen allzugleich de Nikolaus Herman (1560). Aquest dia coincideix amb el de Sant Joan Evangelista, i el text no presenta una especial vinculació amb l'evangeli del dia, dedicat al deixeble preferit de Jesús, i, en canvi, se centra en la festa de Nadal. Per aquest dia es conserven, a més, les cantates BWV 64, BWV 133 i la quarta de l'Oratori de Nadal (BWV 248).

## Anàlisi
Obra escrita per a soprano, contralt, tenor, baix i cor; flauta travessera, oboè d'amor, corda i baix continu. Consta de cinc números.
1. Ària (soprano): Süßer Trost, mein Jesus kömmt (Dolç consol, mon Jesús ha arribat)
2. Recitatiu (baix): Erfreue dich, mein Herz (Alegra't, cor meu)
3. Ària (contralt): In Jesu Demut kann ich Trost (En l'humiliat de Jesús hi trobo consol)
4. Recitatiu (tenor): Du teurer Gottessohn (Tu, preat Fill de Déu)
5. Coral: Heut schleußt er wieder auf die Tür (Avui, altra vegada, les portes s'han obert)

La cantata comença amb una ària, i no amb un cor com és habitual, que suporta el pes de tota l'obra, farcida de corbes melòdiques àmplies i una sonoritat molt delicada. Dividida en dues seccions, en la primera la veu dialoga amb la flauta i expressa el consol, mentre que en la segona, amb un gran contrast, un temps molt viu canta l'alegria. El número 2 és un recitatiu secco de baix, que comença amb una vocalització sobre Erfreure dich (alegra't), dona pas a l'ària següent, a càrrec del contralt, amb la participació de l'oboè d'amor, les cordes a l'uníson i el continu; l'únic tema es desenvolupa al llarg de les dues seccions, en l'estil d'una xacona. Un recitatiu de tenor porta al cor final, la seva única intervenció en tota l'obra, que canta el text indicat amb una melodia del mateix autor. Té una durada aproximada d'un quart d'hora llarg.

## Discografia seleccionada
- J.S. Bach: Das Kantatenwerk. Sacred Cantatas Vol. 8. Gustav Leonhardt, Knabenchor Hannover (Heinz Hennig, director), Collegium Vocale Gent (Philippe Herreweghe, director), Leonhardt-Consort, Sebastian Hennig (solista del cor), Paul Esswood, Kurt Equiluz, Max van Egmond. (Teldec), 1994.
- J.S. Bach: The complete live recordings from the Bach Cantata Pilgrimage. CD 55: St Bartholomew’s, New York; 27 de desembre de 2000. John Eliot Gardiner, Monteverdi Choir, English Baroque Soloists, Gillian Keith, William Towers, James Gilchrist, Peter Harvey. (Soli Deo Gloria), 2013.
- J.S. Bach: Complete Cantatas Vol. 18. Ton Koopman, Amsterdam Baroque Orchestra & Choir, Johannette Zomer, Bogna Bartosz, Christoph Prégardien, Klaus Mertens. (Challenge Classics), 2005.
- J.S. Bach: Cantatas Vol. 43. Masaaki Suzuki, Bach Collegium Japan, Hana Blazikova, Robin Blaze, Gerd Türk, Peter Kooij. (BIS), 2009.
- J.S. Bach: Church Cantatas Vol. 46. Helmuth Rilling, Gächinger Kantorei, Bach-Collegium Stuttgart, Nobuko Gamo-Yamamoto, Hildegard Laurich, Adalbert Kraus, Hanns-Friedrich Kunz. (Hänssler), 1999.
- J.S. Bach: Cantatas for the Liturgical Year, Vol. 14. Sigiswald Kuijken, La Petite Bande, Gerlinde Sämann, Petra Noskaiova, Christoph Genz, Jan Van Crabben. (Accent), 2011.
- J.S. Bach: Cantatas BWV 102 & 151. Benjamin Britten, Wandsworth School Boys' Choir, English Chamber Orchestra, Heather Harper, Helen Watts, Peter Pears, John Shirley-Quirk. (DECCA), 1968.